# سوفوروف (شهر)
شهر سوفوروف (به روسی: Суворов) در کشور روسیه و در اوبلاست تولا واقع شده‌است.